# Ambrosio Alcalde
Ambrosio Alcalde (Perote, Veracruz, 1827-Perote, 22 de noviembre de 1847) fue un militar mexicano que luchó durante la Intervención estadounidense en México.

## Biografía
Contaba con veinte años de edad cuando se unió a la defensa de su país durante la invasión estadounidense. Fue aprehendido en batalla, debido a su corta edad, se le dejó en libertad bajo la condición de no volver a tomar las armas. Rompió su juramento, siendo teniente del 11.° regimiento de infantería, volvió a caer en manos de los estadounidenses en las cercanías de Jalcomulco, se le trasladó a su ciudad natal. En esta segunda ocasión el oficial Petterson lo condenó a muerte. 
Gran parte de la población de Xalapa, consternada, pidió infructuosamente el perdón para el joven combatiente. Fue fusilado el 22 de noviembre de 1847. De inmediato, la población realizó las exequias y de forma casi espontánea le erigió un monumento en la plaza de San José. En el municipio de Tlacojalpan una población fue bautizada en su honor.